# Apocolotois
Apocolotois is een geslacht van vlinders van de familie spanners (Geometridae), uit de onderfamilie Ennominae.

## Soorten
- A. almatensis Djakonov, 1952
- A. arnoldiaria Oberthür, 1912
- A. smirnovi Romieux, 1885